# Smaček písečný
Smaček písečný (Ammodytes tobianus Linnaeus, 1758) je ryba z čeledi smačkovití.

## Popis
Smaček mořský má dlouhé štíhlé tělo, hlava je dlouhá a kuželovitě zašpičatělá. Dolní čelist zřetelně přesahuje horní čelist. Hřbetní ploutev je na bázi velmi dlouhá bez tvrdých paprsků, měkkých paprsků je 49–58; řitní ploutev je na bázi dlouhá a má 24–32 měkkých paprsků, oproti hřbetní ploutvi je délka báze zhruba poloviční. Paprsky ve hřbetní i řitní ploutvi jsou stejně krátké. Ocasní ploutev je vykrojená. Běžně dosahuje délky 10 až 15 centimetrů. Maximální zjištěná délka těla je 20 cm, dožívá se až 7 let. Šupiny jsou přítomny od přední střední hřbetní části po hřbetní ploutev a na násadci ocasu překrývají svaly až po bázi ocasní ploutve. Šupiny se na břichu pravidelně překrývají. Barva přechází od světle písčitě hnědé na hřbetu do stříbřité na bocích a břichu. Otvory postranní čáry jsou uspořádány lineárně podél nevětveného kanálku.

## Chování
Smaček mořský je mořská a brakická ryba, žije v písčitých substrátech dna v hloubkách 1 až 96 metrů. Je teritoriální. Zahrabává do písčitého dna v příbřeží (i v přílivové zóně) nebo plave ve volném vodním sloupci v hejnech. V zimě se zahrabává v hloubce 20 až 50 centimetrů.

## Potrava
Živí se drobným zooplanktonem.

## Rozšíření
Smaček mořský je rozšířen v severovýchodním Atlantiku, od Murmansku na východě po Španělsko a Středozemní moře, od Islandu po Baltské moře. Areál rozšíření sahá od 74° s. š. po 49° s. š. a od 23° z. d. po 42° v. d.

## Význam
Smaček mořský je významným článkem v potravním řetězci. Je kořistí mořských ptáků a hospodářsky významných ryb.